# Мадагаскарська щитонога черепаха
Мадагаскарська щитонога черепаха (Erymnochelys madagascariensis) — єдиний вид черепах роду Великоголові бокошийні черепахи родини Щитоногі черепахи.

## Опис
Загальна довжина карапаксу досягає 43,5—50 см, вага понад 15 кг. Голова велика, морда виступає уперед. Нижня щелепа значно подовжена. Панцир овальної форми, значно сплощений. На карапаксі є невеличкі зморшки. На ньому присутній спинний кіль. У молодих черепах він зубчатий. З віком поступово згладжується. Лапи наділені плавальними перетинками.
Голова зверху коричнева, з боків й знизу жовтого кольору. Зверху карпакс чорно-коричневий, пластрон світліший. Кінцівки та хвіст коричневі із сірими та зеленими відтінками.

## Спосіб життя
Полюбляє повільні поточні річки, струмки, лагуни й болота. Здебільшого займає низькі заплави. Здатна зариватися у мул, де перечікує несприятливий час року при низьких температурах середовища. Зустрічається на висоті до 500 м над рівнем моря. Харчується молюсками, членистоногими, рибою, земноводними.
Статевозрілою стає при довжині карапаксу 25—30 см. Відкладання яєць відбувається з липня по січень. Самиця відкладає до 24—29 овальних яєць довжиною 29-30 мм, шириною 39-42 мм.
Місцеве населення полює на цих черепах.

## Розповсюдження
Мешкає на о. Мадагаскар.